# William Chalmers (comerciante)
William Chalmers (/ˈtʃɑːmərz/, Gotemburgo, 13 de noviembre de 1748 – 3 de julio de 1811) Fue un destacado comerciante y masón sueco.

## Biografía
Nació en Gotemburgo, hijo del comerciante escocés William Chalmers Sr. y su esposa sueca, Inga Orre. William Chalmers Jr. fue el mayor de sus hermanos James, George Andreas y Charles Chalmers. Se convirtió en director de la Compañía Sueca de las Indias Orientales y en 1783 fue nombrado representante residente en Cantón. Permaneció allí y en Macao durante diez años antes de regresar a casa. Falleció en Gotemburgo en 1811, dejando la mitad de su fortuna al hospital Sahlgrenska de Gotemburgo. Después de realizar algunas otras donaciones, destinó el resto de su fortuna para crear una escuela de artesanía para niños pobres, que en 1829 se convirtió en la Universidad Tecnológica de Chalmers.

## Carrera
Chalmers estudió comercio y marketing en Gotemburgo y Gran Bretaña, antes de continuar sus estudios de manera itinerante en Francia y la República Holandesa. A los 35 años, fue nominado para convertirse en comprador de la Compañía Sueca de las Indias Orientales en Cantón, China, lo que se convirtió en su inversión más lucrativa.

## Compañía Sueca de las Indias Orientales
En 1793, cuando Chalmers tenía 45 años, había vivido en Cantón durante diez años. Posteriormente, regresó a Suecia como gerente de la Compañía Sueca de las Indias Orientales y también como gerente del canal de Trollhättan (un canal que atraviesa Trollhättan). Contribuyó de manera significativa a la finalización del canal y dejó la compañía siete años después, en 1800. Seis años después de la finalización del canal, el último barco de la Compañía Sueca de las Indias Orientales llegó a Suecia, llevando mercancías de China y España. Las importaciones de estos países permitieron a Suecia ampliar sus relaciones internacionales, exportando la porcelana de China y la plata de España a otros países, así como los productos suecos: madera, hierro y artillería.